# Miyamae, Kawasaki

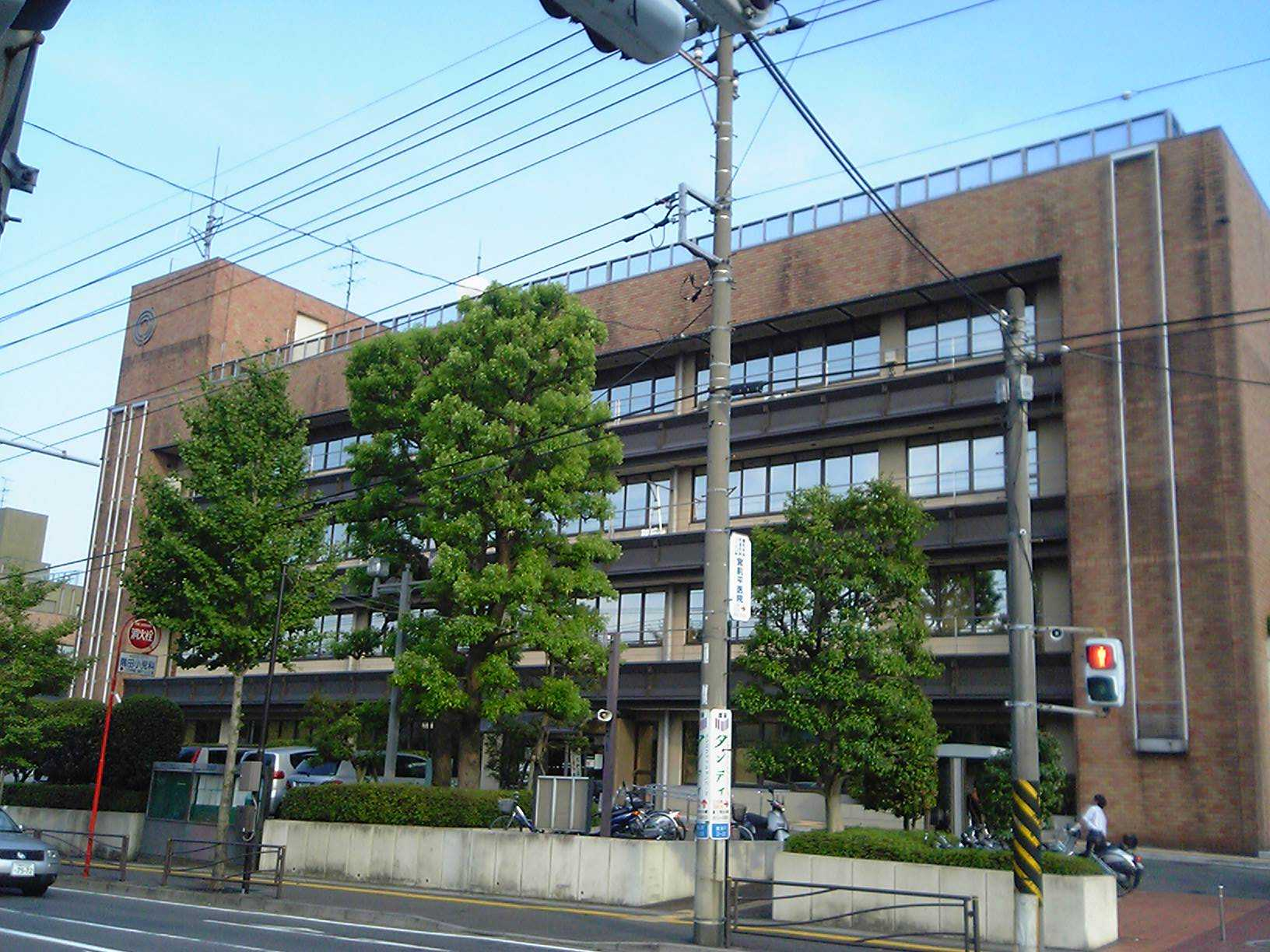
Văn phòng quận Miyamae

Miyamae-ku (宮前区) là một trong 7 quận thuộc thành phố Kawasaki, tỉnh Kanagawa, Nhật Bản. Quận có diện tích 18,61 km2, dân số năm 2010 là 217.251 người.